# Paula de Jesús Gil Cano
Paula de Jesús Gil Cano (Vera (Almería) 2 de febrero de 1849 - Murcia, 18 de enero de 1913) fue una religiosa española, fundadora de las Franciscanas de la Purísima Concepción. 
Paula de Jesús Gil Cano (de pila, Francisca de Paula) nació en el seno de una familia humilde y desintegrada. Su padre abandonó a la familia al nacer esta niña, la menor de seis hermanos, y como la madre carecía de medios para atenderlos a todos, tuvo que ingresar a sus dos hijos pequeños en la Casa de Misericordia de Cartagena (Murcia), dirigida a partir de 1864 por las Hijas de la Caridad. Decidió quedarse allí como muchacha de servicio, y así fue educada en los valores cristianos y formada en el cuidado de los niños y en las tareas domésticas más sencillas y humildes.
A partir de la trágica inundación que afectó a Murcia el 15 de octubre de 1879, llamada riada de Santa Teresa, comienza su labor de entrega a los demás, acudiendo a prestar ayuda y consagrándose, desde entonces, al cuidado de niñas y niños huérfanos. Para ello, y contando con la ayuda de algunas señoras de la ciudad, crea el asilo para niñas huérfanas. Con el asesoramiento y apoyo del franciscano P. Francisco Manuel Malo, de quien reciben el hábito, la Regla de la Tercera Orden de San Francisco y los primeros estatutos, funda el Instituto de Hermanas Franciscanas de la Purísima Concepción, extendiendo sus servicios desde ese momento a toda clase de personas necesitadas. 
Crea hogares, escuelas, hospitales, residencias para ancianos y personas marginadas por toda España. Su heroica labor a favor de quienes la necesitaban se manifestó especialmente en los contagiados del cólera morbo en Murcia (1885), a muchos de los cuales atendió personalmente en sus lechos de muerte. De la misma forma actuaron en las inundaciones de Consuegra (Toledo) en 1891. 
El 14 de septiembre de 1903 fueron aprobadas sus Constituciones por el papa Pío X.
La madre Paula fue superiora general de su Instituto hasta 1912, en que renunció por motivos de salud, y, tras larga enfermedad de tuberculosis, murió en la casa madre de Murcia el 18 de enero de 1913. Al tiempo de su fallecimiento, la Congregación tenía 10 casas, ninguna propia, y las hermanas vivían en estricta pobreza, de su propio trabajo, de la postulación y la caridad pública y privada.

## Proceso de Canonización
Su causa de canonización se inició en el obispado de Cartagena el 14 de noviembre de 1995, y en Roma el 24 de octubre de 1997.
El 7 de julio de 2017 el Papa Francisco proclama Venerable a Madre Paula.